# Agrorafineria
Agrorafineria – zakład specjalizujący się w przetwarzaniu oleju rzepakowego na biopaliwa. Otrzymuje się również produkty uboczne, m.in. wytłoki (np. gliceryna ) uzyskiwane w trakcie wytłaczania oleju na zimno, które są wartościową paszą dla zwierząt.